# 扎伊基 (哈爾科夫區)
49°58′12″N 36°24′43″E / 49.97000°N 36.41194°E
扎伊基（烏克蘭語：Заїки），是烏克蘭東部哈尔基夫州哈尔基夫区哈尔基夫市镇的地方，原为一村庄。始建於1929年，面積0.27平方公里，海拔高度166米，2001年人口215，人口密度每平方公里796.3人。